# Колумбус (Северная Дакота)
Колумбус (англ. Columbus) — город США, город в штате Северная Дакота. По состоянию на 2013 год, численность населения составляла 157 человек.

## История
Город был основан в 1906 год, и был назван в честь Колумбуса Ларсона — первого почтмейстера, обслуживавшего данный регион.

## Географическое положение
Город расположен в 41 км западнее столицы округа Берк, города Боубелс. Климат влажный континентальный, с жарким летом и холодной зимой.

## Население
Расовый состав согласно оценкам Бюро переписи населения США на 2010 год:
- белые - 95,5 %
- азиаты - 2,3 %
- афроамериканцы − 1,5 %
- Две и более национальностей - 0,8 %

Гендерный состав 49,6 % мужчин и 50,4 % женщин. Средний возраст населения составляет 50,3 года.

## Экономика
Наибольшая занятость населения в сферах: услуги питания и проживания, нефтегазодобывающая промышленность, коммунальные услуги. 

## Транспорт
- Муниципальный аэропорт Колумбус.

## Полиция
За порядок и безопасность жителей города отвечает Офис шерифа округа Берк, в составе 6 приведённых к присяге сотрудников, и 1 гражданского служащего.